# ІСККОН проти Барбера
ІСККОН проти Барбера, Янга і Гарлік (англ. ISKCON v. Barber, Young and Garlick) — судова справа, в ході якої Міжнародне Товариство Свідомості Крішни (ІСККОН) відстоювало право на проведення санкіртани. Судовий процес у цій справі відбувся в Нью-Йорку в 1980 році.
Після прийняття в США в 1965 році закону «Про імміграцію», в країну ринув потік азійських імігрантів, в результаті припливу яких відбулося розширення релігійної різноманітності. У США, що до цього була християнською країною, з'явилася значна кількість послідовників індуїзму, ісламу, буддизму, сикхізму й інших релігій. Справа «ІСККОН проти Барбера» є одним з яскравих прикладів того, як американські суди відреагували на це нове релігійне розмаїття і, зокрема, на претензії послідовників азійських релігій, пов'язані з релігійними правами, зафіксованими в Першій поправці до Конституції США. Рішення у цій справі показало, що судова система США бачить себе в ролі активного захисника малих релігій.
У 1981 році, у своєму рішенні по справі «ІСККОН проти Барбера» П'ятий апеляційний суд визначив, що проведена кришнаїтами на Ярмарку штату Нью-Йорк санкіртана є релігійною діяльністю, захищеною Конституцією США, і підтвердив право кришнаїтів займатися проповіддю і збирати грошові пожертвування.